# Louie Bellson
Louie Bellson celým jménem Luigi Paulino Alfredo Francesco Antonio Balassoni (6. července 1924 Rock Falls, Illinois, USA – 14. února 2009 Los Angeles, Kalifornie, USA) byl americký jazzový bubeník a hudební skladatel s italskými předky. Hrál na soupravu s dvěma basovými bubny.
Ve čtyřicátých letech hrál v kapele Bennyho Goodmana a spolupracoval i se zpěvačkou Peggy Lee. Roku 1948 hrál spolu s Lionelem Hamptonem, Louisem Armstrongem a dalšími ve filmu Zrodila se píseň. Později spolupracoval s řadou dalších hudebníků, mezi které patří mimo jiné Lalo Schifrin, Duke Ellington, Ella Fitzgeraldová, Tommy Dorsey, Count Basie nebo Oscar Peterson.
Od roku 1952 byla jeho manželkou herečka a zpěvačka Pearl Bailey, se kterou žil až do její smrti v roce 1990. V roce 1994 získal ocenění NEA Jazz Masters. Zemřel po komplikacích s Parkinsonovou chorobou ve věku 84 let.